# Zatonje
Zatonje (en serbe cyrillique : Затоње) est un village de Serbie situé dans la municipalité de Veliko Gradište, district de Braničevo. Au recensement de 2011, il comptait 597 habitants.

## Démographie

### Évolution historique de la population
| 1948  | 1953  | 1961  | 1971  | 1981  | 1991  | 2002 | 2011 |
| ----- | ----- | ----- | ----- | ----- | ----- | ---- | ---- |
| 1 124 | 1 109 | 1 045 | 1 079 | 1 096 | 1 063 | 749  | 597  |

|  |